# Adam Hochschild
Adam Hochschild (Nova York, 1942) é um escritor, jornalista, professor universitário e conferencista estadunidense, mais conhecido por sua obra King Leopold's Ghost (O Fantasma do Rei Leopoldo).

## Biografia
Hochschild nasceu na cidade de Nova York e graduou-se em Harvard em 1963 em História e Literatura.
Quando estudante universitário passou um verão trabalhando num jornal que era contra o governo segregacionista da África do Sul e, posteriormente, teve uma breve passagem como ativista dos direitos civis no Mississippi, em 1964. Ambas experiências políticas foram-lhe cruciais, e sobre as quais viria a escrever em seu livro Finding the Trapdoor (Encontrando o alçapão, em livre tradução). Mais tarde fez parte do movimento contra a Guerra do Vietnã e, depois de vários anos como repórter de jornal diário, trabalhou como escritor e editor da revista de esquerda Ramparts; em meados da década de 1970 foi um dos co-fundadores da revista Mother Jones.
Em 1997-98 passou cinco meses como professor visitante na Índia, e ensina redação na Escola de Pós-Graduação de Jornalismo da Universidade da Califórnia em Berkeley.
É casado com a socióloga Arlie Russell Hochschild, com quem teve dois filhos.

## Trabalhos

### Livros
O primeiro livro de Hochschild foi uma autobiografia, Half the Way Home: A Memoir of Father and Son (1986), na qual ele descreveu a difícil relação que teve com seu pai. No The New York Times, a crítica Michiko Kakutani chamou o livro de "um retrato extraordinariamente comovente das complexidades e confusões do amor familiar".
Em The Mirror at Midnight: A South African Journey (1990; nova edição, 2007), ele examina as tensões da África do Sul moderna através do prisma da Batalha do Rio de Sangue do século XIX , que determinou se os Bôeres ou os Zulus controlariam essa parte do mundo, além de olhar para a contenciosa comemoração do evento por grupos rivais 150 anos depois, no auge da era do apartheid.
Em The Unquiet Ghost: Russians Remember Stalin (1994; nova edição, 2003), Hochschild narra os seis meses que passou na Rússia, viajando para a Sibéria e o Ártico, entrevistando sobreviventes do gulag, guardas de campos de concentração aposentados, ex-membros da polícia secreta e incontáveis outros sobre o reinado de terror de Joseph Stalin no país, durante o qual milhões de pessoas (o número real nunca será conhecido) morreram.
Finding the Trapdoor: Essays, Portraits, Travels (1997), de Hochschild, reúne seus ensaios pessoais e reportagens mais curtas, assim como uma coleção mais recente, Lessons from a Dark Time e Other Essays (2018).
King Leopold's Ghost: A Story of Greed, Terror and Heroism in Colonial Africa (1998; nova edição, 2006) é uma história da conquista do Congo pelo rei Leopoldo II da Bélgica e das atrocidades cometidas durante o período de Leopoldo governo privado da colônia, eventos que levaram à primeira grande campanha internacional de direitos humanos do século XX. O livro reacendeu o interesse e a investigação sobre o regime colonial de Leopold no Congo, mas foi recebido por alguma hostilidade na Bélgica. De acordo com o The Guardian crítica na época da primeira edição do livro, o livro "trouxe gritos de raiva dos idosos coloniais da Bélgica e de alguns historiadores profissionais [belgas], mesmo tendo escalado as listas de best-sellers do país".
Bury the Chains: Prophets and Rebels in the Fight to Free an Empire's Slaves (2005), de Hochschild, trata do movimento antiescravista na Grã-Bretanha. A história de como os abolicionistas se organizaram para mudar as opiniões e aumentar a conscientização do público britânico sobre a escravidão atraiu a atenção de ativistas contemporâneos da mudança climática, que veem uma analogia com seu próprio trabalho.
Em 2011, Hochschild publicou To End All Wars: A Story of Loyalty and Rebellion, 1914-1918 , que considera a Primeira Guerra Mundial em termos da luta entre aqueles que sentiam que a guerra era uma nobre cruzada e aqueles que achavam que não valia a pena o sacrifício de milhões de vidas. 
Sua Spain in Our Hearts: Americans in the Spanish Civil War, 1936–1939 segue uma dúzia de personagens durante a Guerra Cível Espanhola, entre eles soldados voluntários e trabalhadores médicos, jornalistas que cobriram a guerra e um homem do petróleo americano pouco conhecido que vendeu Francisco Franco a maior parte do combustível para seus militares. 

### Jornalismo
Hochschild também escreveu para a New Yorker, Harper's Magazine, The Atlantic, Granta, o Times Literary Supplement, a New York Review of Books, a New York Times Magazine e The Nation e outras publicações. Ele também foi um comentarista no programa All Things Considered da National Public Radio.

## Livros
- To End all Wars: A Story of Loyalty and Rebellion, 1914–1918 (2011)

- The Mirror at Midnight: A South African Journey (1990/2007). ISBN 978-0-618-75825-8
- The Unquiet Ghost: Russians Remember Stalin (1994/2003). ISBN 978-0-618-25747-8
- Finding the Trapdoor: Essays, Portraits, Travels (1997). ISBN 0-8156-0594-3
- King Leopold's Ghost: A Story of Greed, Terror and Heroism in Colonial Africa (1998/2006). ISBN 978-0-618-00190-3
- Bury the Chains: Prophets and Rebels in the Fight to Free an Empire's Slaves (2005). ISBN 978-0-618-61907-8
- Half the Way Home : A Memoir of Father and Son Paperback ed. Boston: Houghton Mifflin. 2005 [1986]
- To End All Wars: A Story of Loyalty and Rebellion, 1914–1918 (2011). ISBN 978-0-547-75031-6
- Spain in Our Hearts: Americans in the Spanish Civil War, 1936-1939 (2016). ISBN 978-0-547-97318-0
- Lessons from a Dark Time and Other Essays (2018). ISBN 978-0-520-29724-1
- Rebel Cinderella: From Rags to Riches to Radical, the Epic Journey of Rose Pastor Stokes (2020). ISBN 978-1-328-86674-5